# No Place Like Jail (film 1916)
No Place Like Jail è un cortometraggio muto del 1916 sceneggiato e diretto da Edwin McKim.

## Produzione
Il film fu prodotto dalla Lubin Manufacturing Company.

## Distribuzione
Distribuito dalla General Film Company, il film - un cortometraggio in una bobina - uscì nelle sale cinematografiche USA il 26 giugno 1916.